# شهزاد روى
شهزاد روي (الأردية: شہزاد رائے) هو المغني الشعبي مشيدا من كراتشي، باكستان. وأصبح ضخم عندما بلغ لأول مرة في عام 1995 مع عاصف والثورية لنهج البوب الباكستاني. في أواخر 1990s، وأصبح واحدا من أكثر المطربين شعبية في جنوب آسيا.
ولد في 16 شباط / فبراير، 1977. والده هو رجل أعمال ووالدته نازلي القمر حائزة على الدكتوراه وربة بيت. انه كبير السن والمتزوج من شقيقة ويعيش في الولايات المتحدة. انتقل إلى الولايات المتحدة بعد الصف (5)، وبقي هناك لبضع سنوات. وهو شخصية دينية؛ العمرة الذي كان يقوم به من تموز / يوليو 2006 مع مدربه روي عارف وعازف الإيتار عمران Akhoond.
انه واحد من المطربين الرئيسي الذي يؤدي بدأت الغناء مع المطربين الهندية. وقال كبير بلغت كان مع Sukhbir. كما أنه مع سونج شان. كما أنه يقوم ببعض الأعمال مع بريان ادامز. وقد بدا على وتبين، 'الطفولة مع Zumil'.
[تحرير] Zindagi الاستئماني
شهزاد مخصصة لبناء الثقة من Zindagi، المنظمات غير الحكومية الذي ينطلق من حبه لمساعدة الأطفال الفقراء وغير المتعلمين. وقال روي مرة واحدة؛ «أشعر بالحزن للغاية عندما أرى بعض الأطفال العمل، أو في الشوارع، لا يذهبون إلى المدارس. ويعد الصندوق جهدي جهد لنفعل شيئا حيال ذلك».
البرنامج 25 مدرسة في جميع أنحاء البلاد وفريد يستخدم أساليب التدريس إلى جانب الحوافز لإغراء الأطفال للحضور. وإذا كان الأطفال تمر يوميا التقييمات، فهي مكافأة Rs20. «بعض الناس يقولون انه من الخطأ رشوة ليكون الأطفال في المدرسة،» يقول شهزاد، «لكن رغيد الحياة على الأطفال هي مكافأة للعلامات في كل وقت. لا يوجد أي سبب يدعو الأطفال الفقراء لا ينبغي أن يكون لها نفس الدعم.»
شهزاد تستخدم العائدات من حفلات موسيقية لدعم Zindagi الاستئماني، ولكن أيضا قضاء وقت جعل المنظمة أكثر الاكتفاء الذاتي. لما بذله من جهود، شهزاد حصل على جائزة «Tamgha - الأول امتياز»، أصغر شخص فقط والمغني الشعبي من أي وقت مضى ليكون تكريم هذا الاعتراف من الرئاسة جهود لمساعدة هذه الدولة الفقيرة في المجتمع الباكستاني.
شهزاد روي حساب لتحقيق أسطورة الموسيقى الكندي براين ادامز لباكستان لالحفلة الخيرية. الحفلة كانت أول عرض قامت به الخارجية أسطورة الموسيقى. بريان ادامز أعجب من هذا النظام «انا اعرف المدفوعة لحملة» واشاد شهزاد.
شهزاد يدعي أنه يصل الفنان الكندي أفريل لافين إلى باكستان. بينما كان يتحدث إلى تلفزيون لتوقعات البيئة العالمية، وقال روي: «أنا متحمس فعلا عن هذا. أفريل هي رائعة المطرب وأنها حصلت على مروحة كبيرة قاعدة في باكستان». ومع ذلك، فإن جولة لم يتم بعد رسمياًمن قبل مدير أعمالها.